# ITap

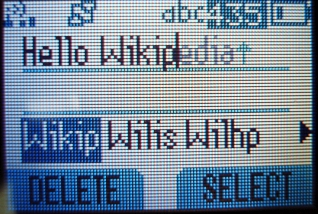
iTap в работе на экране сотового телефона Motorola C350

iTap — система предиктивного набора текста для сотовых телефонов. Разработана фирмой Motorola для использования в своих аппаратах, также может быть лицензирована другим компаниям.
iTap имеет существенное отличие от системы T9, которую она была призвана заменить. Если T9 всегда пытается подставить слово, имеющее столько букв, сколько набрано на данный момент, то iTap пытается предугадать и более длинные слова, анализируя не только набранные буквы текущего слова, но и предыдущий текст. Кроме того, iTap может предугадывать даже короткие фразы. Такая особенность позволяет существенно ускорить набор текста, особенно если в тексте в основном используются простые и наиболее употребляемые слова и фразы.
Система iTap является обучаемой — она запоминает наиболее употребляемые слова, такие как имена, фамилии, названия и т. д., и пытается подставить их при наборе в первую очередь.